# Сан-Таммаро
Сан-Таммаро (італ. San Tammaro) — муніципалітет в Італії, у регіоні Кампанія,  провінція Казерта.
Сан-Таммаро розташований на відстані близько 175 км на південний схід від Рима, 28 км на північ від Неаполя, 9 км на захід від Казерти.
Населення — 5478 осіб (2014).

## Демографія
Населення за роками:

Станом на 1 січня 2023 року в муніципалітеті офіційно проживало 200 іноземців з 16 країн, серед них 24 громадяни країн Євросоюзу та 28 громадян України.

## Сусідні муніципалітети
- Капуа
- Казаль-ді-Принчипе
- Казалуче
- Фриньяно
- Санта-Марія-Капуа-Ветере
- Санта-Марія-ла-Фосса
- Вілла-ді-Бріано